# Costachi Gane
Costachi Gane (n. 1800 – d. 1865) a fost un boier moldovean, ce este cunoscut ca unul dintre primii traducători de literatură străină în limba română.

## Biografie

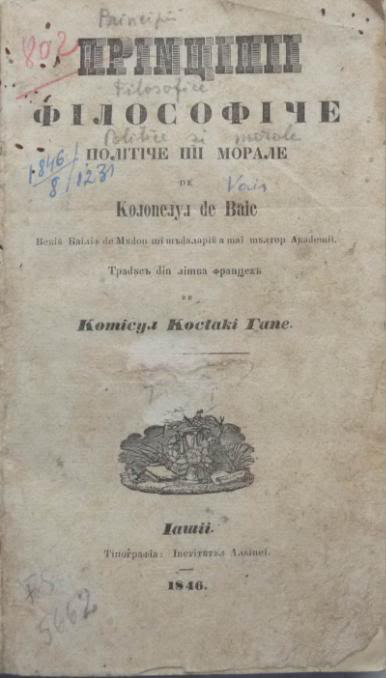
Colonelul François-Rodolphe Weiss, Prințipii filosofice, politice și morale (vol. I, Iași, 1846), carte tradusă în limba română de Costachi Gane.

S-a născut în anul 1800 în familia banului Ioniță Gane (d. 29 august 1829) și al soției sale, Ecaterina Buznea (d. 3 iulie 1840).:p. 159 Mama sa se înrudea cu traducătorul Iancu Buznea. Costachi era frate cu ispravnicul, judecătorul și poetul Ienache (Enacachi) Gane (1787-1842), cu postelnicul Matei Gane, cu spătarul Dimitrie (Dumitrachi) Gane, cu aga Grigore Gane, cu Maria (căsătorită Hermeziu) și cu Agafia, Singlitichia și Sevastia (ce s-au călugărit mai târziu).:p. 160 Toți frații erau oameni de cultură. În plus, Ienache Gane era cumnat cu poetul Constantin Stamati, Dimitrie Gane era socrul scriitorului Costache Negruzzi, iar postelnicul Matei Gane a fost tatăl scriitorului Nicolae Gane.
Costachi Gane a avansat până la rangul de comis. A fost pasionat de literatură și a scris versuri, precum și cărțile de popularizare Floare din sfintele scripte (Iași, 1850) și Pashalion nou sau Aflare modernă care descopere prin numerile crugurilor Soarelui și a Lunei pentru toți anii trecuți prezenți și viitori, cum stau sărbările mutătoare, carnavalurile de Iarnă, și posturile Sfinților Apostoli, precum și zilele întâi ale lunelor, luna noă și știrbirea iei. Cu cinci tablouri (Iași, 1858), ce conțineau „povățuiri” morale și date astronomice, cu referințe religioase.
Manifestarea sa literară cea mai cunoscută a fost însă cea de traducător. Costachi Gane a tradus în limba română romanul Agatokles seau Revașe scrise din Roma și din Grecia al Karolinei Pichler (vol. I-III, Iași, 1843), exprimându-și în „procuvântare” credința că literatura contribuie la promovarea virtuților și a patriotismului și afirmând că s-a străduit să realizeze o transpunere a textului în „stilul modern” și nu să „imite” textul original. Istoricul literar Florin Faifer aprecia însă că traducerea este greoaie. Tălmăcirea din limba franceză a cărții Prințipii filosofice, politice și morale (vol. I-II, Iași, 1846-1847) scrisă de colonelul François-Rodolphe Weiss este considerată de același istoric literar „o contribuție la constituirea terminologiei științifice românești”. Inițial în revista Albina Românească se anunțase că traducerea a fost realizată de Costachi Gane în colaborare cu Costache Negruzzi. Traducătorul evidențiază acele „puternice morale idei” prezente în carte, dedicând acest „uvraj” sporirii cunoștințelor „obștii”.
Comisul Costachi Gane a tradus, de asemenea, romanul „istoric, religios și politic” Akte sau Moartea lui Neron împărat a Romei al lui Alexandre Dumas (Iași, 1851). Traducerea romanului Scene din vieața privată sau aceeași istorie al lui Honoré de Balzac (Iași, 1852) a fost tipărită cu alfabet chirilic de tranziție și este prima traducere integrală în limba română a unui roman balzacian. Versuri proprii și traduceri din Jean-Jacques Ampère, Jean-Jacques Barthélemy, Bernardin de Saint-Pierre, Chateaubriand, Victor Hugo, Jules Janin, Joseph de Maistre, Jean-Baptiste Massillon și Joseph-François Michaud, semnate C.G., au apărut în Calendar pe anul 1853, ca și în cel pe 1854.
Iubitor de cultură, el a fost redactor responsabil la Nepărtinitorul, jurnal politic, literar și comercial, tipărit în 1856 la Iași, în Tipografia Gane, și a editat în perioada noiembrie 1858 - octombrie 1859 foaia politică și literară Patria.

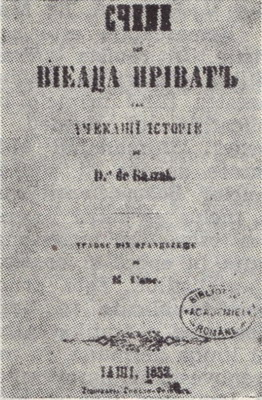
Scene din vieața privată sau aceeași istorie (Iași, 1852), prima traducere în limba română

## Scrieri
- Floare din sfintele scripte. Tipărită supt inspecțiea lui C. Gane, Iași, 1850.
- Pashalion nou sau Aflare modernă care descopere prin numerile crugurilor Soarelui și a Lunei pentru toți anii trecuți prezenți și viitori, cum stau sărbările mutătoare, carnavalurile de Iarnă, și posturile Sfinților Apostoli, precum și zilele întâi ale lunelor, luna noă și știrbirea iei. Cu cinci tablouri. Adunate și tipărite de C. Gane, Tip. lui Adolf Berman, Iași, 1858. 21 p.

## Traduceri
- Karoline Pichler, Agatokles seau Revașe scrise din Roma și din Grecia, prefața traducătorului, vol. I-III, Albina, Iași, 1843;
- Colonelul François-Rodolphe Weiss, Prințipii filosofice, politice și morale, prefața traducătorului, vol. I-II, Albina, Iași, 1846-1847;
- Alexandre Dumas, Akte sau Moartea lui Neron împărat a Romei, Iași, 1851;
- Honoré de Balzac, Scene din vieața privată sau aceeași istorie, Tipografia Româno-Francesă, Iași, 1852.